# Protonilus Mensae

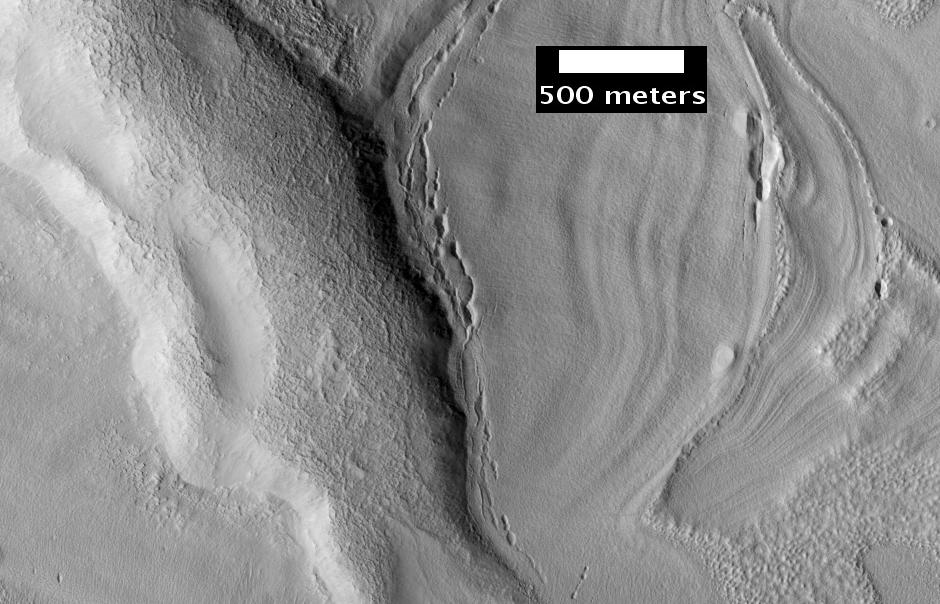
Buracos em Protonilus Mensae, vistos pela HiRISE, sob o programa HiWish.

Protonilus Mensae é uma área em Marte no quadrângulo de Ismenius Lacus.  Está centrada nas coordenadas 43.86° N e 49.4° E. Suas longitudes a oeste e a leste são de 37° E e 59.7° E.  Suas latitudes a norte e a sul são 47.06° N e 39.87° N.  Protonilus Mensae se situa entre Deuteronilus Mensae e Nilosyrtis Mensae; ambas se situam nos limites da dicotomia marciana.  Esse nome foi adotado pela UAI em 1973.
A superfície é descrita como sendo um terreno erodido. O terreno contém falésias, mesas, e vales largos e planos. Acredita-se que estes objetos geográficos tenham sido formados por geleiras cobertas por cascalho. Essas geleiras são chamadas Lobate debris aprons (LDA) quando circundam montículos ou mesas.  Quando as geleiras estão em um vale, elas são chamadas Lineated valley fill (LVF).  Partes da superfície exibem padrões de fluxo que começam em inúmeras alcovas localizadas nas paredes dos platôs. Pequenos lóbulos de fluxo no topo dos principais fluxos demonstra que houve mais de um período glacial, tal como na Terra.  Acredita-se que abaixo da fina camada de rochas e poeiras se localizam grandes depósitos de gelo.  Dados de radar do SHAllow RADar (SHARAD) a bordo da MRO identificaram gelo puro sob ambos LDA e LVF.